# Anna Maria Luisa de' Medici

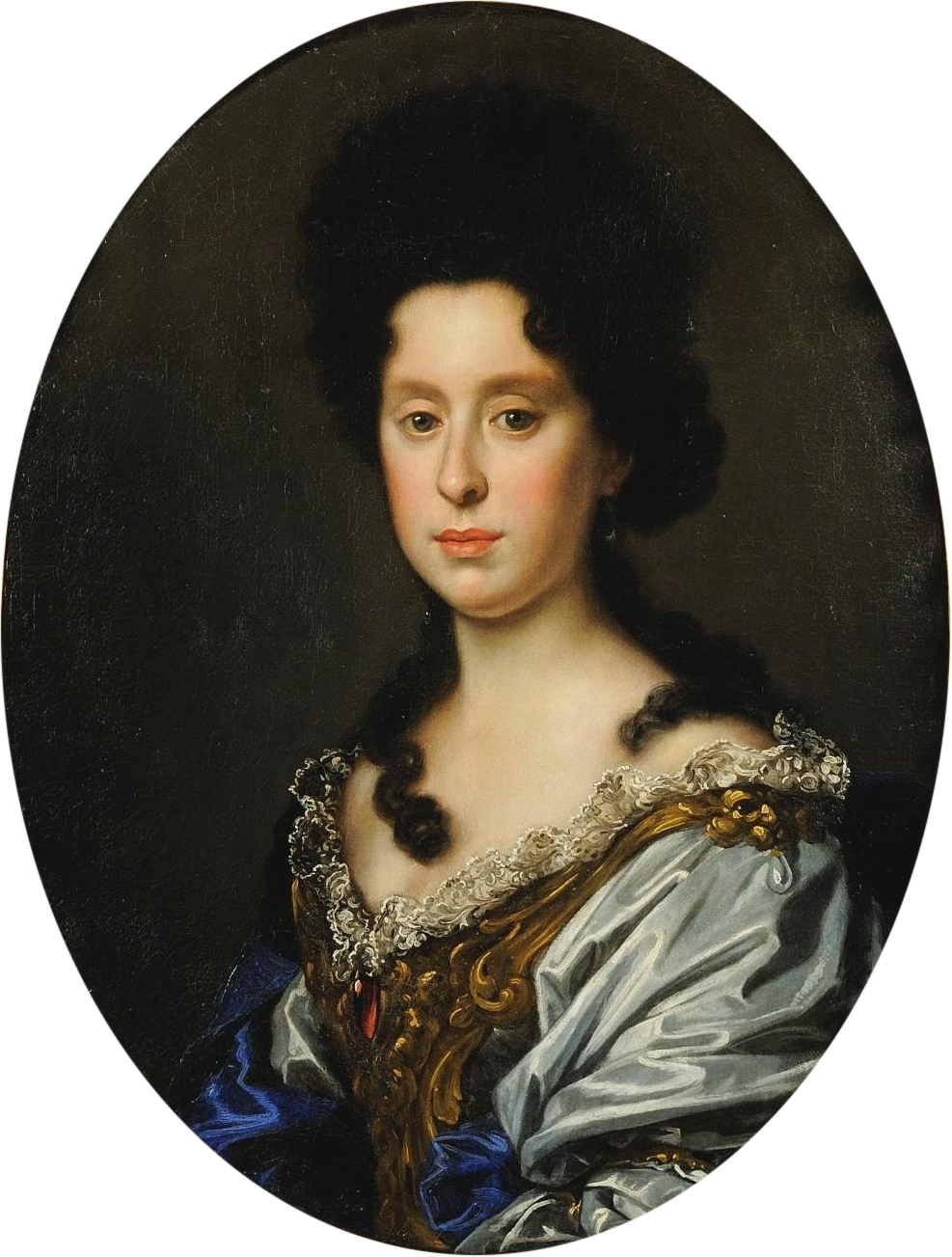
Anna Maria Luisa của dòng họ Medici

Anna Maria Luisa de' Medici (sinh năm 1667 và mất năm 1743 tại thành phố Florence) là con gái của Cosimo III de' Medici (Đại công tước Toscana) và Marguerite Louise của Orléans. Bà kết hôn với Johann Wilhelm von Pfalz-Neuburg (1658-1716) năm 1691. Bà là người cuối cùng còn lại của dòng họ Medici. Bà đã hiến tặng tất cả tài sản của dòng họ này cho thành phố Firenze.